# Osaki (folklore)
L’osaki (尾先, 尾裂, 御先, 尾崎) est une espèce d'esprit-renard présent dans les traditions folkloriques du Japon. Également appelé osaki-gitsune (尾先狐, 尾裂狐, 御先狐, 尾崎狐), ce serait un tsukimono (憑物), une entité spirituelle issue de la possession par un bake-kitsune.

## Origine
Selon une légende, l’osaki est un esprit issu de la démone-renarde à neuf queues, Tamamo-no-Mae exterminée dans les plaines de Nasu. Après qu’elle se soit transformé en la pierre tueuse, le moine Gen'ō Shinshō aurait brisé la pierre pour apaiser sa malédiction, et l'un des fragments aurait volé jusqu'à l'ancienne province de Kōzuke (actuelle préfecture de Gunma), se transformant ainsi en osaki. Le nom osaki (尾先) viendrait du fait que ces esprits seraient nés des queues de la démone-renarde. Dans le recueil d'histoires extraordinaires To-en Shōsetsu, il est également mentionné que les osaki portent ce nom parce que leurs queues seraient fendues en deux. Une autre théorie suggère que le terme dérive de Misaki, signifiant l'esprit serviteur d'une divinité.
Dans le village d'Ueno, dans la préfecture de Gunma, le terme de yama-osaki (山尾先 ; « osaki des montagnes » ) était une appellation régionale pour désigner l'hermine, il est raconté qu'elle suivait souvent les gens, leur apportant des malédictions si elle est maltraitée. Dans un autre village de Gunma, on distingue les yama-osaki, inoffensifs pour l’homme, des sato-osaki (里尾先 ; « osaki des villages »), qui peuvent posséder les humains.

## Répartition
Croyance populaire présente dans certaines régions montagneuses de la région de Kantō, notamment dans les préfectures de Saitama, de Tokyo (région d'Okutama), de Gunma, de Tochigi, d'Ibaraki et de Nagano,. Aucune tradition n'existe à Tokyo, excepté à Tama, car on dit que l'osaki ne peut traverser la rivière Todagawa près de Warabi-juku ou que l'osaki ne peut pénétrer à Edo (ancien nom de Tokyo) à cause de la présence du sanctuaire Ōji Inari où règne le chef des renards de la région de Kantō.

## Description
L'apparence de l'osaki varie grandement selon les régions et les sources. Dans les kyokuteizatsu (曲亭雑記 ; Notes de Kyokutei) de Kyokutei Bakin, il est décrit comme un animal ressemblant à une belette du Japon, plus petite qu'un renard. Près de Minamimaki dans la préfecture de Gunma, on dit que l'osaki ressemblerait à un croisement entre une belette du Japon et un rat, ou encore entre un hibou et un rat, et qu'il serait légèrement plus grand qu'une souris. Sa couleur varie du tacheté à l'orange, ou un mélange de brun et de gris. On dit qu'il a une ligne noire courant du sommet de la tête jusqu'à la queue, et que sa queue est fendue. Dans le village de Shimonita, on raconte qu'il a des oreilles ressemblant à celles d'un humain et que seul le bout de son nez est blanc. Sa bouche serait carrée. L'Osaki serait réputé pour son agilité et sa capacité à apparaître et disparaître rapidement, et il se déplacerait généralement en groupe.

## Les porteurs d'osaki
Les familles possédant un osaki sont désignées sous le nom de osaki-mochi (尾先持ち ; « porteur d’osaki », osaki-ya (尾先屋 ; « maître d’osaki »), ou encore osaki-tsukai (尾先使い ; « utilisateur d’osaki »). Ces esprits ne se montrent habituellement pas, mais il était raconté qu'ils pouvaient transporter de l'or, de l'argent, du riz ou tout autre chose au gré de leurs désirs. Les maîtres de ces osaki vivaient en marge de la société, et les mariages d’individus non possesseurs d’osaki avec ces familles d’osaki-mochi étaient rares ; ils se mariaient donc généralement entre eux. Dans les rares cas où un non possesseur venait à s’unir avec une épouse venant d'une famille de possesseur, cette famille devient alors une famille de possesseur, une telle « promotion » aboutissait souvent à de vives tensions sociales, notamment dans les relations matrimoniales. Selon le Baio Zuihitsu de l'époque d'Edo, une fois qu'un osaki est lié à une famille, il est impossible de s'en débarrasser, quelle que soit la méthode utilisée.
L'osaki peut également posséder un individu isolé plutôt qu'une famille. La personne possédée présente des symptômes similaires à la kitsunetsuki, la possession par un esprit-renard, comme de la fièvre, un état d'excitation anormal, des troubles mentaux, un appétit démesuré ou des comportements étranges.